# Emily Davison
Emily Wilding Davison (ur. 11 października 1872 w Londynie, zm. 8 czerwca 1913 w Epsom) – brytyjska sufrażystka, która poniosła śmierć w wyniku obrażeń jakie odniosła w wypadku 4 czerwca 1913 podczas gonitwy Derby w Epsom. Emily Davison wpadła pod konia króla Jerzego V, prowadzonego przez dżokeja Herberta Jonesa.
Po wypadku nie odzyskała świadomości. Krążące po śmierci Emily pogłoski, że chciała popełnić samobójstwo, zostały zakwestionowane przez ekspertów analizujących zarówno okoliczności zdarzenia, jak i zapis kroniki filmowej. Przeciw tej tezie świadczy między innymi to, że Emily wykupiła bilet powrotny na pociąg do Londynu.
Emily Davison studiowała w Royal Holloway College na Uniwersytecie Londyńskim, a następnie literaturę i literaturę angielską w St Hugh’s College w Oksfordzie. Egzaminy końcowe zdała z oceną bardzo dobrą, lecz nie przyznano jej stopnia, gdyż w owym czasie Uniwersytet w Oxfordzie nie nadawał kobietom stopni naukowych.
W roku 1906 wstąpiła do Women’s Social and Political Union (WSPU) i stała się zwolenniczką radykalnych działań. Aresztowano ją i uwięziono za napaść na mężczyznę, którego omyłkowo wzięła za ówczesnego ministra skarbu, Davida Lloyda George’a. W więzieniu w Holloway podjęła strajk głodowy i została poddana przymusowemu odżywaniu. W proteście przeciw nieludzkiemu traktowaniu Davison usiłowała popełnić samobójstwo.
W noc spisu powszechnego w 1911 Davison ukryła się w szafie Pałacu Westminsterskiego, by w rubryce „adres” w ankiecie spisu móc wpisać Izbę Gmin.
Zapis filmowy zdarzenia z 4 czerwca 1913 pokazuje Davison wychodzącą przed królewskiego konia z transparentem WSPU. Najprawdopodobniej nie spodziewała się, że zostanie stratowana przez konia. Według relacji części świadków Emily zamierzała po prostu przebiec w poprzek trasy wyścigu w nadziei, że biegnące konie ją ominą. Inni twierdzili, że usiłowała przewrócić królewskiego konia.